# Средняя Борзя
Средняя Борзя — река в Забайкальском крае России, левый приток Аргуни. Длина реки составляет 118 км, площадь водосбора — 1410 км².
Река берёт начало на юго-восточном склоне Нерчинского хребта.
Притоки: Чашинский Ильдикан, Чупровский Ильдикан, Кутомара, Жабкос, Шаргауча (Бунбуя).